# Green Goddess
Green Goddess (z ang. „zielona bogini”) – potoczna nazwa wozów gaśniczych Bedford SHZ i RLHZ Self-Propelled Pump produkowanych w latach 1953–1956 przez brytyjskie przedsiębiorstwo Bedford Vehicles, pozostających w służbie pożarniczej do pierwszej dekady XXI wieku. Zbudowanych zostało ponad 3000 egzemplarzy pojazdu.

## Historia

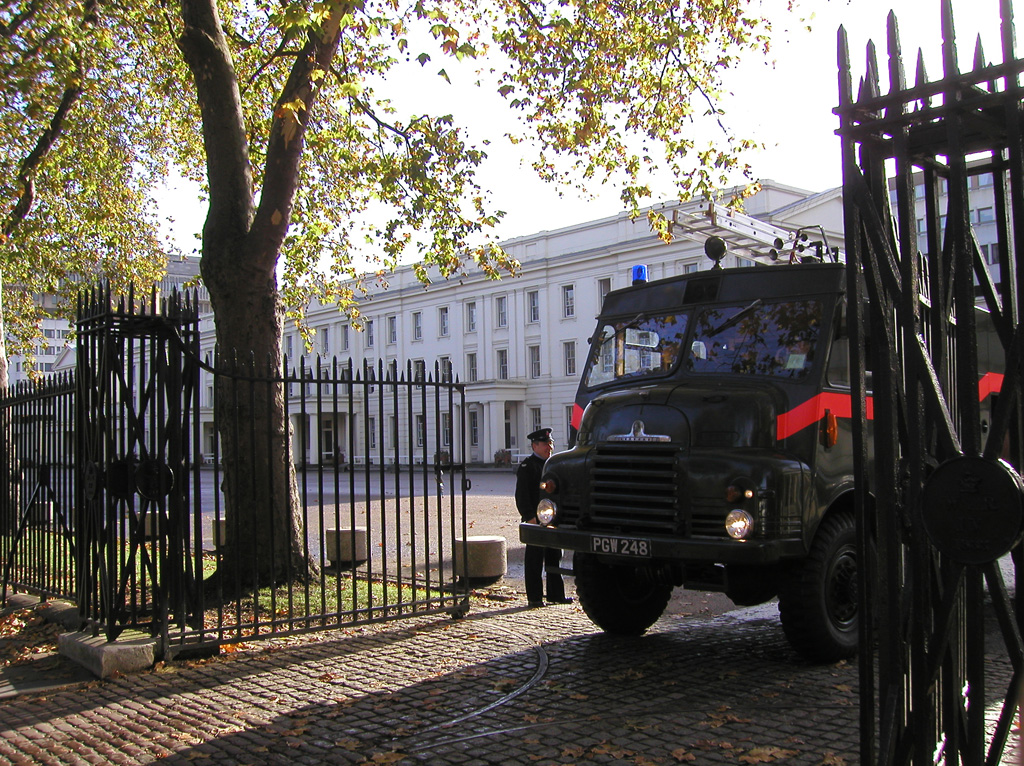
Bedford RLHZ z załogą złożoną z żołnierzy opuszcza londyńskie koszary Wellington Barracks podczas strajku strażaków w listopadzie 2002

Pojazdy początkowo wykorzystywane były przez Auxiliary Fire Service (AFS), ogólnokrajową ochotniczą straż pożarną powołaną po zakończeniu II wojny światowej, której zadaniem było wspieranie służb pożarniczych podlegających władzom lokalnym w sytuacjach kryzysowych, w szczególności zaś w zwalczaniu skutków spodziewanego ataku nuklearnego. W celu odróżnienia od „zwykłych” wozów strażackich, które miały kolor czerwony, samochody malowane były na zielono.
Spadek postrzeganego zagrożenia ze strony Związku Radzieckiego spowodował, że w 1968 roku AFS została rozwiązana. Część wozów zostało sprzedanych, pozostałe zmagazynowano w składach należących do Home Office (departamentu spraw wewnętrznych). W późniejszych latach wozy przeszły na własność Office of the Deputy Prime Minister (urzędu wicepremiera), który przejął odpowiedzialność za straż pożarną w kraju.
Okazjonalnie wozy przywracane były do służby, m.in. w celu zwalczania skutków powodzi. Podczas ogólnokrajowego strajku strażaków na przełomie lat 1977/1978 przez dziewięć tygodni 20 750 żołnierzy obsługiwało ponad 1000 tych pojazdów, wypełniając zadania strajkujących strażaków. W podobnych okolicznościach samochody powróciły na ulice Wielkiej Brytanii w latach 2002–2003.
W 2005 roku licząca około 1000 flota pojazdów została ostatecznie wycofana ze służby i wystawiona na sprzedaż. Znaczna część z nich trafiła do służb pożarniczych w krajach trzeciego świata, m.in. Mozambiku, Namibii, Nigerii i Zambii. Już wcześniej, bo w 1996 roku, 80 wozów zostało wysłanych w ramach pomocy zagranicznej do Azerbejdżanu.

## Opis
Powstały dwie wersje pojazdu. Wcześniejsza, SHZ, miała napęd na tylne koła i 400-galonowy (1818 litrów) zbiornik na wodę. W późniejszej wersji, RLHZ, zastosowano napęd na wszystkie cztery koła i 300-galnowy zbiornik (1364 litry). Liczba wyprodukowanych samochodów w poszczególnych wersjach wyniosła odpowiednio około 1300 i 1800.
Wóz wyposażony był w pompę wodną o wydajności 900 galonów/min (4100 litrów/min), z czterema złączami do węży strażackich oraz dodatkowym do węża o wysokiej przepustowości (150 mm średnicy). Pompa przystosowana była również do podawania piany gaśniczej. Na wyposażeniu znajdowała się także przenośna pompa o wydajności 300 galonów/min (1400 litrów/min), węże strażackie o łącznej długości 500 m oraz 10,7-metrowa drabina (później z 4,6-metrową przedłużką).
Obsługiwany ręcznie dzwon i żółte światła ostrzegawcze zostały z czasem zastąpione przez niebieskie światła i dwutonową syrenę. Pojazd nie był wyposażony w radio.
Samochód napędzany był 6-cylindrowym silnikiem benzynowym o mocy 110 koni mechanicznych, pozwalającym rozwinąć prędkość 80 km/h.
Załogę pojazdu stanowiło sześć osób.

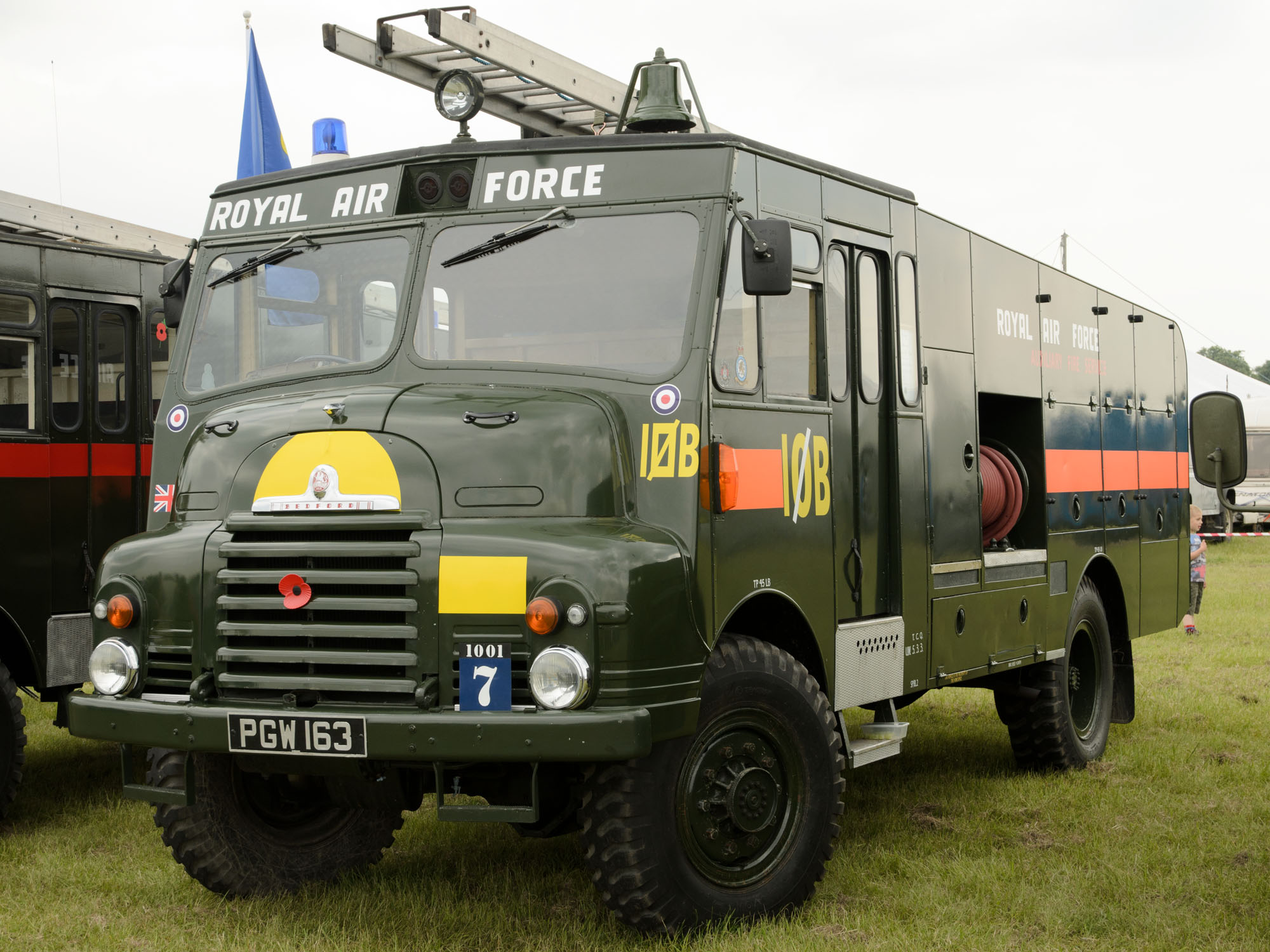
Wóz w służbie RAF-u. Widoczny dzwon sygnałowy
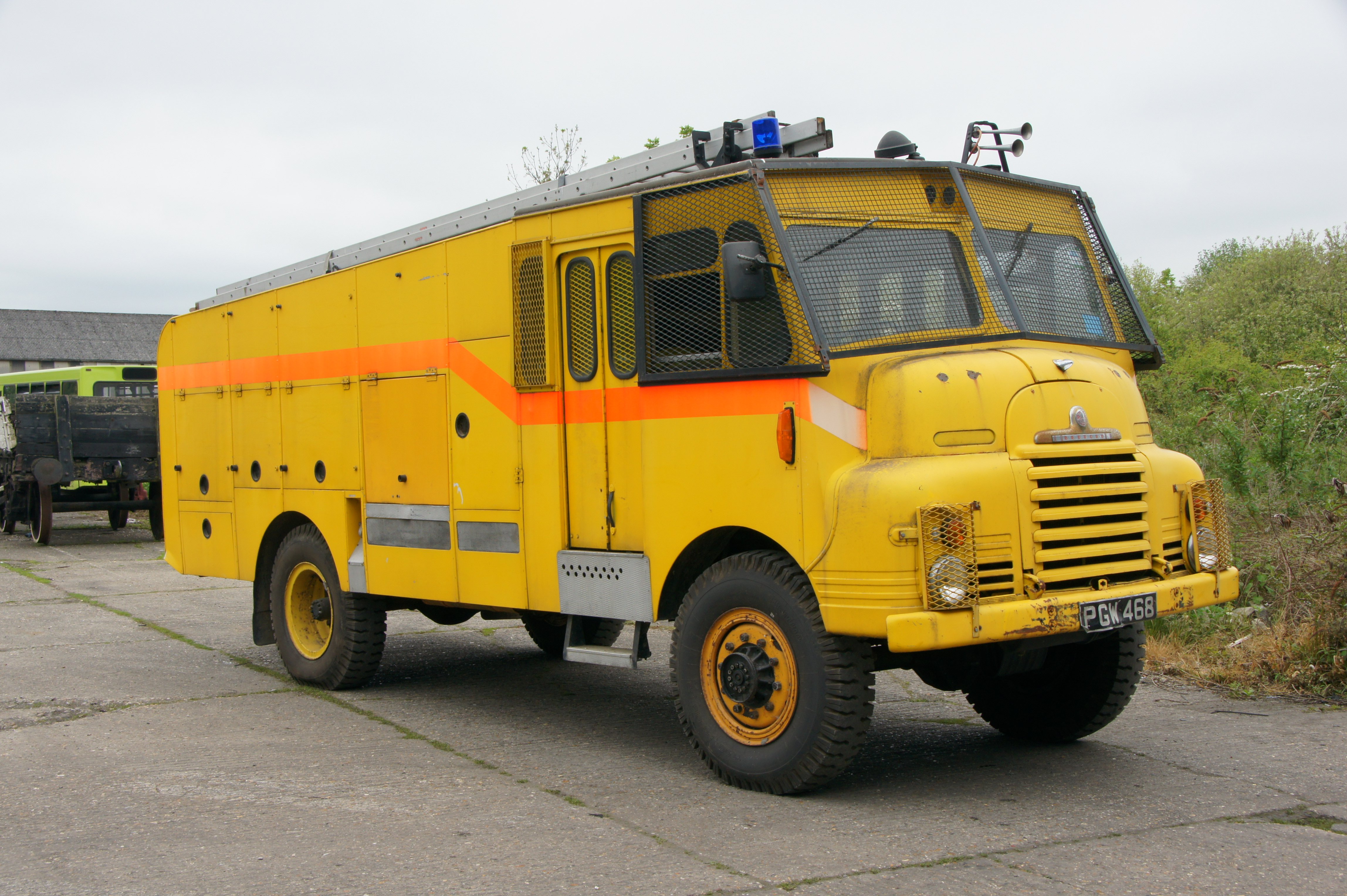
Żółta „zielona bogini”
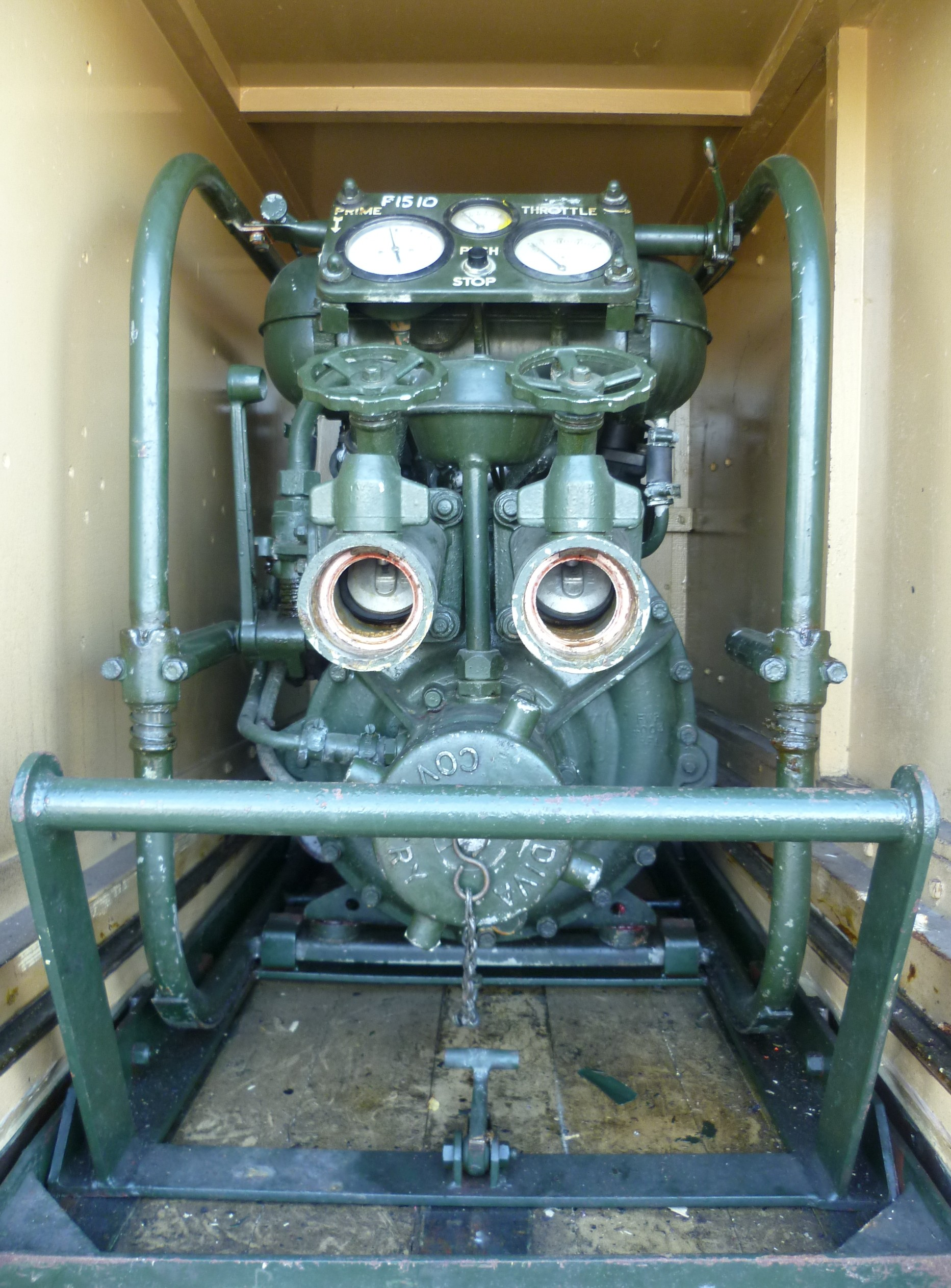
Pompa przenośna z wyposażenia pojazdu
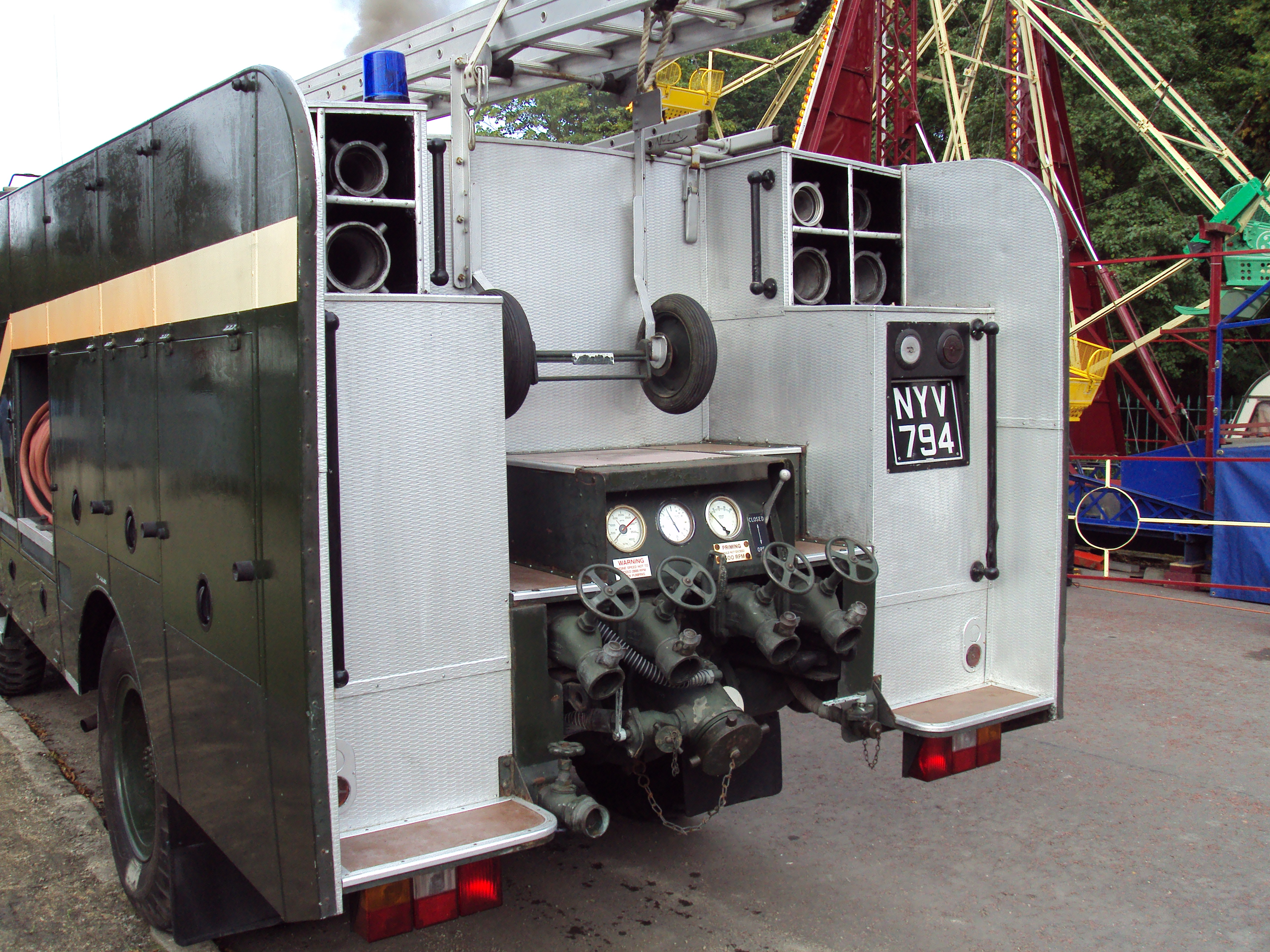
Tył wozu, panel obsługi pompy